# Daniel Espinosa
Pour les articles homonymes, voir Espinosa.
Daniel Espinosa, né le 23 mars 1977 à Trångsund (Stockholm, Suède), est un réalisateur, scénariste et producteur de cinéma suédois.

## Biographie
Daniel Espinosa grandit dans la région de Stockholm et fait ses études à l'École nationale de cinéma du Danemark[réf. nécessaire] à Copenhague dont il sort diplômé en 2001. Il commence à réaliser des films au Danemark et en Suède. Puis, en 2012, il entame sa carrière américaine avec Sécurité rapprochée et continue avec Enfant 44 en 2015 et Life, sorti en 2017.

## Filmographie
| Annèe | Films                       | Réalisateur | Scénariste | Producteur | Commentaires                 |
| ----- | --------------------------- | ----------- | ---------- | ---------- | ---------------------------- |
| 2003  | The Fighter                 | Oui         | Oui        |            | Court métrage, film étudiant |
| 2004  | Babylone Disease            | Oui         |            |            |                              |
| 2007  | Outside Love                | Oui         |            |            |                              |
| 2008  | Becoming Vince              |             | Oui        | Oui        | Court métrage                |
| 2010  | Easy Money                  | Oui         | Oui        |            | Collaboration au scénario    |
| 2012  | Sécurité rapprochée         | Oui         |            |            | Premier film américain       |
| 2012  | Easy Money II: Hard to Kill |             |            | Oui        | Producteur exécutif          |
| 2015  | Enfant 44                   | Oui         |            |            |                              |
| 2017  | Life : Origine inconnue     | Oui         |            |            |                              |
| 2022  | Morbius                     | Oui         |            |            |                              |